# Phyllopetalia pudu
Phyllopetalia pudu is een libellensoort uit de familie van de Austropetaliidae, onderorde echte libellen (Anisoptera).
De soort staat op de Rode Lijst van de IUCN als niet bedreigd, beoordelingsjaar 2006.
De wetenschappelijke naam van de soort is voor het eerst geldig gepubliceerd in 1985 door Dunkle.